# Malcolm Fraser
John Malcolm Fraser (21. května 1930, Melbourne, Austrálie – 20. března 2015) byl australský politik, vůdce Liberální strany Austrálie a ministerský předseda Austrálie v letech 1975–1983.

## Životopis
Vystudoval politické vědy a ekonomii na Oxfordské univerzitě. V roce 1954, po prvním spuštění pro dům zástupců jménem Liberální strany Austrálie (LPA) byl poražen o 17 hlasů. O rok později se ve věku 25 let stal nejmladším členem parlamentu. V roce 1975 se stal vůdcem Liberální strany Austrálie i předsedou vlády Austrálie po vítězství ve federálních volbách v roce 1975. V té době nastaly ve vládě spory o hospodářskou politiku. Nejkonzervativnější křídlo, v čele s tehdejším ministrem financí Johnem Howardem požadovalo radikální reformy inspirované požadavky Margaret Thatcherové. On sám byl mnohem mírnější. Za jeho vlády byly zvýšeny daně a sociální výdaje. V předčasných federálních volbách v roce 1983 prohrál s vůdcem levice Bobem Hawkem.
Poté vystoupil z aktivního politického života a snaží se pomáhat v mezinárodních organizacích, také neúspěšně kandidoval na generálního sekretáře Společenství národů a nevládní organizace. V prostředí Liberální strany Austrálie, která strávila následujících 13 let v opozici a vina za tento stav byla kladena jeho týmu, který hodně věcí zanedbal. Zapojil se do kampaně na založení republiky v Austrálii. V roce 2004 daroval svůj osobní archiv a knihovnu na univerzitě v Melbourne.